# 羅馬斯·卡蘭塔
羅馬斯·卡蘭塔（1953年2月22日—1972年5月14日）是立陶宛的一名中學生，19歲時為反抗蘇聯統治而在考那斯街頭自焚，死後成為1970與1980年代立陶宛人反抗蘇聯的象徵。

## 生平

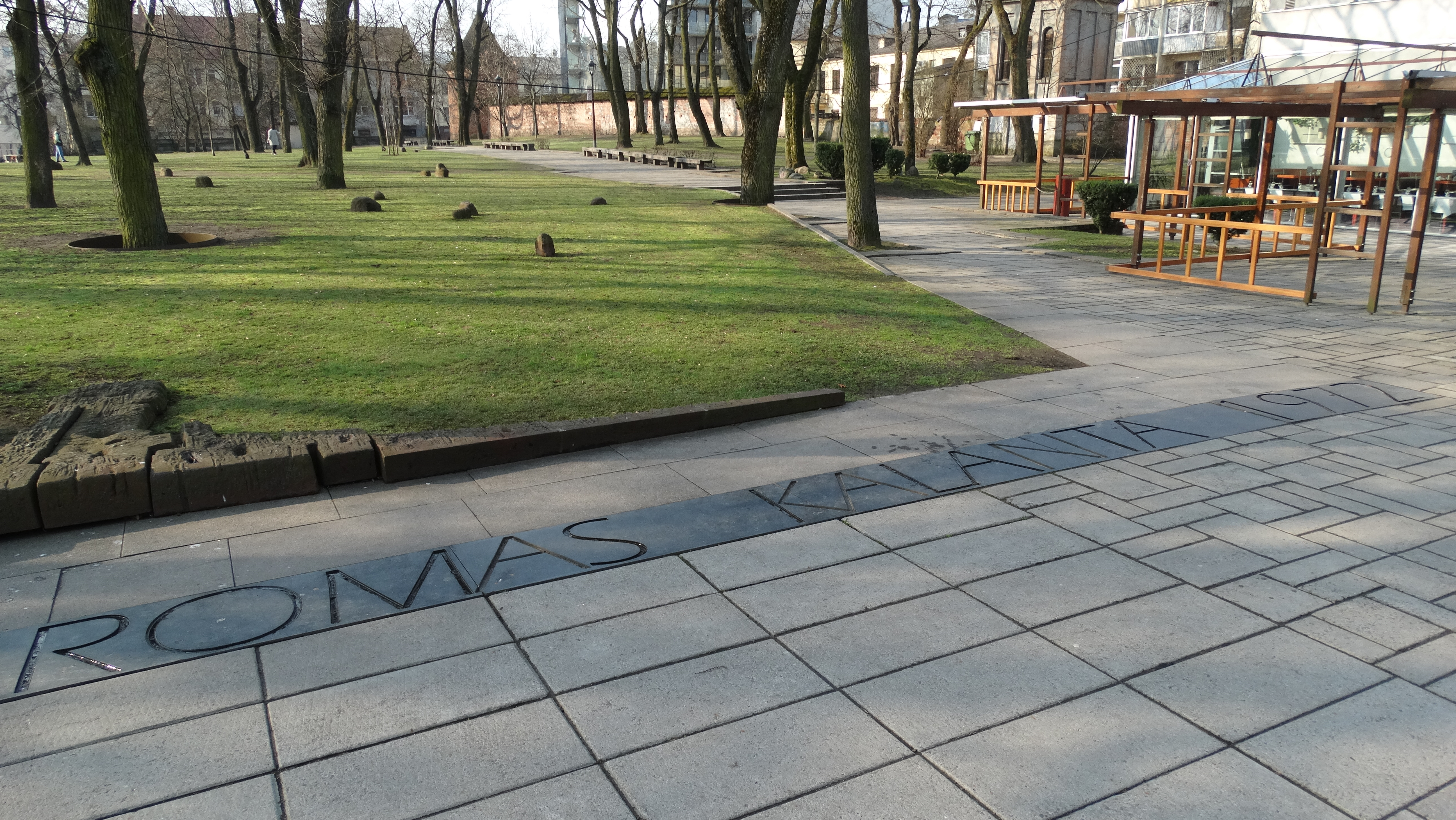
卡蘭塔自焚處的地上現有紀念他的刻字

卡蘭塔於1953年出生於阿利圖斯，為虔誠的天主教徒，立志成為一名神父，對蘇聯政府多有不滿，他在工廠工作的同時就讀夜校，會彈吉他與繪畫，留有一頭長髮並認同嬉皮的價值觀。1972年5月14日，卡蘭塔在身上澆上3公升的汽油，在考那斯國家音樂劇院前的廣場（1940年蘇聯控制的立陶宛人民議會宣布建立立陶宛蘇維埃社會主義共和國並請求加入蘇聯之處）點火自焚，約14個小時後在醫院逝世。他在自焚前留下了一段遺言「我的死只怪國家」（Dėl mano mirties kaltinkite tik santvarką），直至1990年立陶宛獨立後才從克格勃的檔案櫃中公諸於世。有謠言指卡蘭塔與幾名同學組成了愛國小組，抽籤決定由他來執行自焚任務。
蘇聯政府試圖掩蓋此事件，5月18日快速將卡蘭塔安葬，但目擊者已迅速將消息傳出，他的死引發了上千人上街抗議，高喊「自由立陶宛」並襲擊警局與黨部，有數百人被逮捕，紐約時報並報導蘇聯軍方也有一人死亡、數人受傷 。其後一兩年內立陶宛又爆發了數起反蘇抗爭，僅1972年全國便有13人被卡蘭塔啟發而相繼自焚。
2000年，卡蘭塔獲追授一等維蒂斯十字勳章。